# كوفي (إستونيا)
كوفي هي قرية في أبرشية ساريما في مقاطعة سارا في غرب إستونيا. 

## بعض المعلومات
في أوائل التسعينيات عاش الموسيقي الفنلندي جور فاستيلين في المجتمع الماوي في القرية حتى وفاته في عام 1993. 

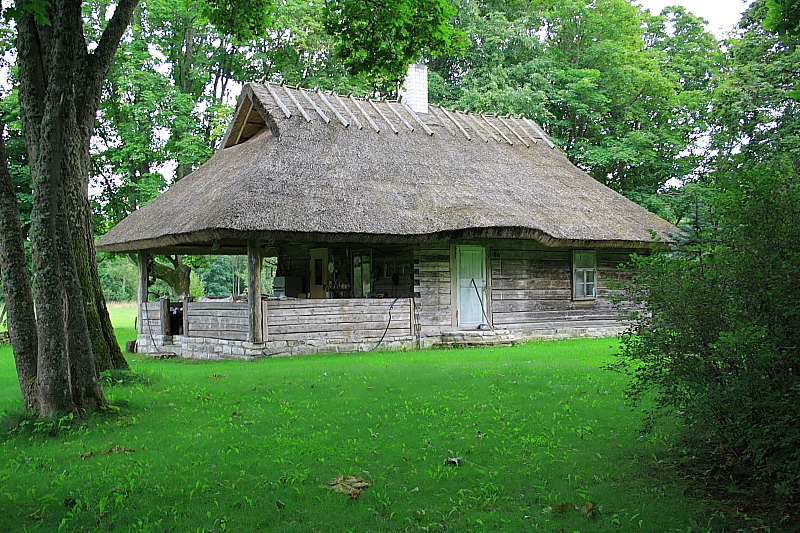
مسقط رأس الكاتب أغسطس مالك في كوفي.

قبل الإصلاح الإداري في عام 2017 كانت القرية في أبرشية لانا سارا. 